# 顧準
顧準（1915年7月1日—1974年12月3日），祖籍苏州，生于上海顧家灣，中国近代经济学家，会计学家，思想家与政治人物。

## 生平
顧準在家中排行第五，顧準的父亲姓陈，生母姓顾，顧準自幼出嗣外家，所以改随母姓顾。1920年，五歲時，顧準開蒙到姑母家的私塾唸書。1922年，插班三年級到王志莘的留雲小學讀書。1925年，進入在黄炎培所办中华职业学校學校，與甘績瑞要好。1927年毕业后，在王志莘的推薦下到潘序伦的立信会计事务所当练习生，1928年春，潘序倫創辦立信會計高級職業補習學校，顧準成為首屆學員，1929年秋，擔任助教。1931年，初次走上立信会计补习夜校的讲台，却被学生轰下了台。1934年2月，顧準和立信的同學成立“進社”。同年顧準出版了他的第一部會計專著《銀行會計》，這本出色的著作讓他得到業界的認可，受聘到滬江大學、上海法學院、聖約翰大學任課。8月，和進社聯繫的遠東反帝大同盟的劉丹被捕，後加入中華民族武裝自衛委员会，並出任上海分會主席。1935年2月，在林里夫的介紹下加入中国共产党。10月，因武卫会组织被破坏，第一次流亡去北平。1935年冬，北平一二九运动后，全国掀起了抗日救国高潮。1936年2月，顧準自北平回到上海。
1937年，八一三抗戰後上海成為孤島，担任上海职业界救国会党团书记。11月12日，上海成立江蘇省委，顧準擔任職員運動委員會書記。1939年9月，任江苏省职委宣传部长、书记、江苏省委副书记。在文委工作期间，与文委书记孙冶方相識共事。1940年8月，顧準离开上海到苏南抗日根据地加入新四軍。1943年3月，在延安中央党校学习。1944年3月，任中共中央西北局委員，西北財政經濟辦事處副主任，應陳雲之邀，開辦會計訓練班培訓會計人才。
日本投降後，1945年12月，自延安返回华东。1946年1月，任中共中华分局财委委员兼淮阴利豐棉業公司總經理。後担任苏中区行政公署货管处长、中共苏南路东特委宣传部长、澄锡虞工委书记、江南行政委员会秘书、苏北盐阜区行政公署和淮海区行政公署财经处副处长等職。占领上海前夕，任青州总队（接管上海财经工作的一支干部队伍）队长，积极準备接管上海。
1949年5月，随军回到上海，後曾担任上海市财政局局长兼税务局局长，华东军政委员会财政部副部长，上海市财经委员会副主任等职，工作繁重。顧準在上海的徵稅問題上堅持應該依法徵收而不贊同“自報公議”、“民主評議”的方法，他認為上海工商業賬冊完備，不能純靠納稅人民主評議。1952年2月，他堅決反對在上海進行機關生產。這些觀點讓他帶上了“反黨”的帽子，“三反”运动中，顾准受到了撤销党内外一切职务的处分，調離了上海。6月，他被分配到華東建築工程處工作，參與修建曹楊新村和蘊藻浜大橋。1953年1月，調入中央建筑工程部，任財務司长。後在萬里的要求下調到洛阳工程局，負責洛陽拖拉機廠、玻璃廠等工程的建設工作。
1955年7月20日，到中央黨校學習，1956年9月，入中國科學院经济研究所任研究员后，撰寫《试论社会主义制度下商品生产和价值规律》，第一次提出了社会主义市场经济理论。11月，到中國科學院资源综合考察委员会副主任。1957年，顧準與蘇聯科學院生產力配置委員會到黑龍江流域進行考察，他不滿蘇聯方面的言行與其針鋒相對、據理力爭，這讓他在随后的反右运动中，以“損害社會主義國際團結”的名義被划为右派分子。1958年5月，顧準被下放到河北贊皇縣勞動改造，1959年3月，又轉到信陽專區商城縣下放。1962年，重返经济研究所。
1964年，“四清”運動在經濟研究所展開，康生和陳伯達將顧準、孫冶方、張聞天打成反黨同盟，進行批判。1965年9月，再被划为“极右派”下放到房山周口店勞動改造。1966年，文化大革命開始，他被造反派帶回經濟研究所參加批鬥會。1968年4月，他的妻子汪璧因不堪迫害而自殺。1969年11月，被下放到河南息縣的五七幹校，也是在這裡他和吳敬璉結成莫逆之交。1972年，隨經濟所人員一起返回北京，他蟄居在中國科學院哲學社會科學部八號樓。1974年12月3日，因患肺癌病逝於北京。
1980年2月，召開追悼會，將其骨灰與汪壁的衣冠冢合葬於北京市八寶山革命公墓。

## 评价
顧準追问“娜拉走后怎样”（无产阶级取得政权以后怎样）的问题。在去世后，他的思想价值才逐渐被人们（尤其是中国自由主义知识分子）认识到并受到极高评价。
李慎之称他为“点燃自己照破黑暗的人”。
王元化评论：“他的思考不囿于书本，不墨守成规，而渗透着对革命对祖国对人类命运的沉思，处处显示了疾虚妄求真知的独立精神。在造神运动席卷全国的时候，他是最早清醒地反对个人迷信的人；在“凡是”思想风靡思想界的时候，他是最早冲破教条主义的人。仅就这一点来说，他就比我以及和我一样的人，整整超前了十年”。

## 主要著作
1934年完成第一部会计学著作《银行会计》，为国内第一本银行会计教材。以后，陆续出版的有《初级商业簿记教科书》、《簿记初阶》、《股份有限公司会计》、《中华银行会计制度》、《所得税原理与实务》、《中华政府会计制度》等。
- 《银行会计》（顧準、陳福安合著，立信會計圖書用品社1934年8月初版，1940年修訂版）
- 《初级商业簿记教科书》
- 《簿记初阶》
- 《股份有限公司会计》
- 《中华银行会计制度》（與潘序倫合著，商務印書館1941年2月初版）
- 《所得税原理与实务》
- 《中华政府会计制度》
- 《社会主义会计的几个理论问题》
- 《试论社会主义制度下商品生产和价值规律》
- 《希腊城邦制度》（中國社會科學出版社1982年初版，1986年12月第二版）
- 《从理想主义到经验主义》

## 翻译作品
- 《资本主义、社会主义和民主主义》 约瑟夫·熊彼特
- 《经济论文集》 琼·罗宾逊

## 文集
- 《顧準文集》陳敏之 編，貴州人民出版社1994年1月初版，ISBN 7-221-034265；中國市場出版社2007年4月重印，ISBN 7509201209；福建教育出版社2010年5月增訂出版，ISBN 9787533453695
- 《顧準日記》
- 《顧準自述》
- 《顧準文存》（四卷本；顧準日記、顧準自述、顧準文稿、顧準筆記），中國青年出版社2002年版。